# Vathanjärvi (Jukkasjärvi socken, Lappland, 753132-173328)
Vathanjärvi är en sjö i Kiruna kommun i Lappland och ingår i Torneälvens huvudavrinningsområde. Sjön har en area på 0,0871 kvadratkilometer och ligger 306 meter över havet.

## Delavrinningsområde
Vathanjärvi ingår i det delavrinningsområde (752980-173761) som SMHI kallar för Ovan Vaikkijoki. Medelhöjden är 294 meter över havet och ytan är 46,04 kvadratkilometer. Räknas de 79 avrinningsområdena uppströms in blir den ackumulerade arean 1 741,26 kvadratkilometer. Vittangiälven som avvattnar avrinningsområdet har biflödesordning 2, vilket innebär att vattnet flödar genom totalt 2 vattendrag innan det når havet efter 327 kilometer. Avrinningsområdet består mestadels av skog (72 procent) och sankmarker (26 procent). Avrinningsområdet har 0,18 kvadratkilometer vattenytor vilket ger det en sjöprocent på 0,4 procent.